# KGM e-XDi 엔진
KGM e-XDi 엔진은 KG모빌리티의 디젤 엔진군이다.

## e-XDi 200
e-XDi 200 엔진은 유로 5 배기가스 기준을 충족한다. 1500rpm에서 최대토크가 나오며, 오르막 내리막이 많은 지형에 적합하도록 설계되었다. 최고출력은 155마력이다. 샤프트(밸브 개폐 축에 붙어있는 축)로 엔진의 진동을 감소시켰다. 중·저속 토크를 강화해 경사로, 곡선도로, 산악험로 등 다양한 도로주행 환경에 최적화되어있다.
적용 차량은 다음과 같다.
- 쌍용 코란도 투리스모
- 쌍용 코란도 C
- 쌍용 코란도 스포츠[4]
- 쌍용 렉스턴
- 쌍용 로디우스 유로[5]

## e-XDi 220
e-XDi 220 엔진은 최고출력 178마력, 최대토크는 40.8kg·m의 엔진으로, 유로 6 배기가스 기준을 충족하도록 설계되었다.
적용 차량은 다음과 같다.
- 쌍용 코란도 C
- 쌍용 코란도 투리스모[7]
- 쌍용 렉스턴
- KGM 렉스턴 스포츠
- 쌍용 코란도 스포츠